# Vieux-lès-Asfeld
Vieux-lès-Asfeld [vjø lɛ.z‿asfɛld] est une commune française,située dans le département des Ardennes en région Grand Est.

## Géographie
|                   |                  | Asfeld      |
| Avaux             | Vieux-lès-Asfeld |             |
| Brienne-sur-Aisne | Poilcourt-Sydney | Houdilcourt |

### Hydrographie

#### Réseau hydrographique
La commune est dans la région hydrographique « la Seine du confluent de l'Oise (inclus) à l'embouchure » au sein du bassin Seine-Normandie. Elle est drainée par le canal des Ardennes  (versant Aisne), l'Aisne, le canal Latéral à l'Aisne et un bras du canal des Ardennes,.
Le canal des Ardennes (versant Aisne), d'une longueur de 57 km, est un chenal et un cours d'eau naturel navigable qui a son origine dans la commune de Dom-le-Mesnil et se jette dans le canal latéral à l'Aisne sur la commune .  Après avoir parcouru 24 communes, il traverse la partie ouest de la commune sur environ 1 km.
L'Aisne est un  cours d'eau naturel navigable de 256 km de longueur, traversant les cinq départements Meuse, Marne, Ardennes, Aisne, Oise. Elle est un affluent de rive gauche de l'Oise, ce qui fait d'elle un sous-affluent de la Seine. Elle constitue une limite séparative de la commune sur son flanc ouest, sur une longueur d'environ 0,5 km.
Le canal latéral à l'Aisne est un canal, chenal navigable de 52 km. Il prend sa source dans la commune de Vieux-lès-Asfeld et se jette dans l'Aisne au niveau de la commune de Chassemy. Il traverse la commune dans sa partie ouest sur une longueur d'environ 2,1 km.

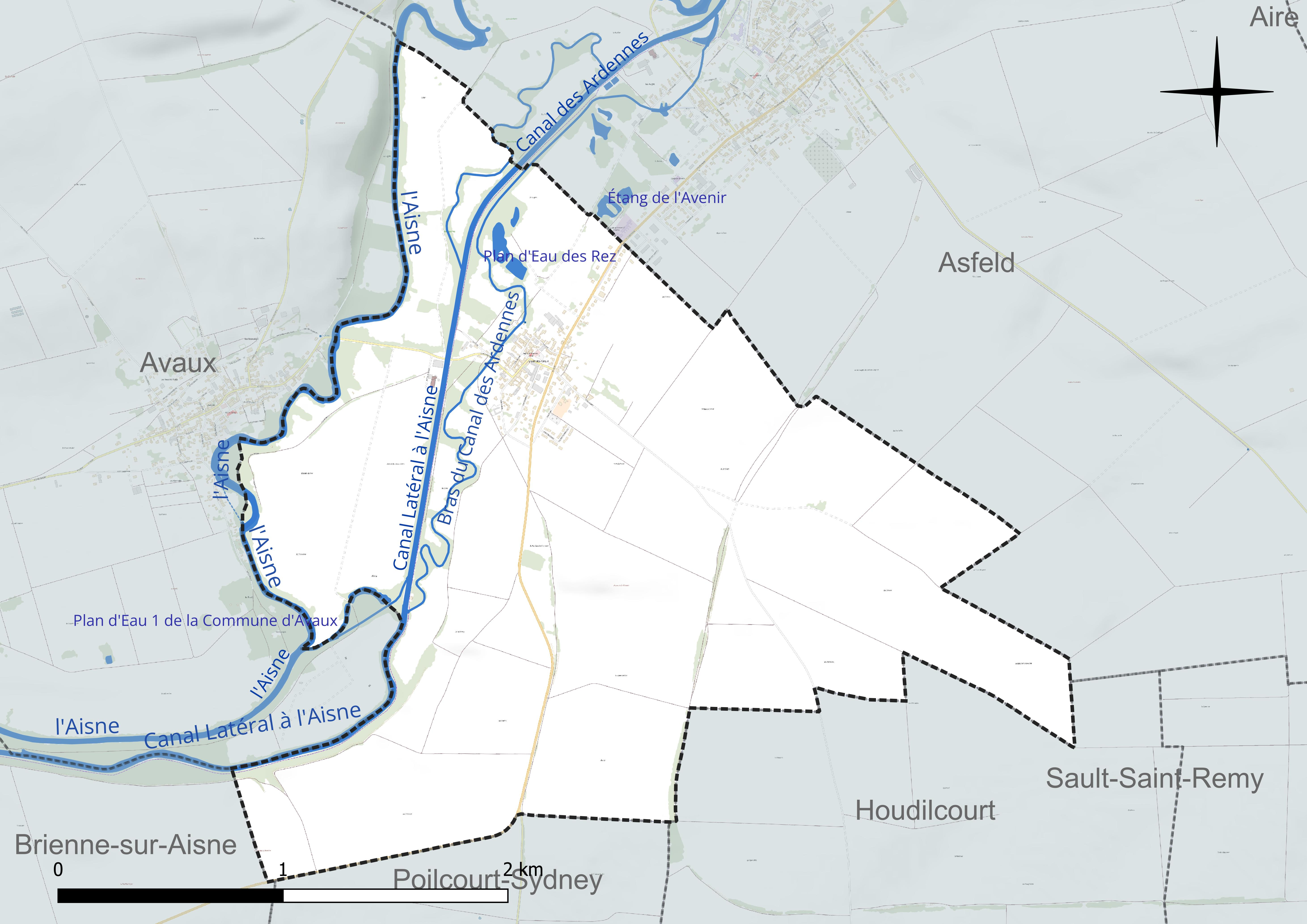
Réseau hydrographique de Vieux-lès-Asfeld.

Deux plans d'eau complètent le réseau hydrographique : le plan d'eau 1 de la commune d' Avaux, d'une superficie totale de 0,5 ha (0,2 ha sur la commune) et le plan d'eau des Rez (1,5 ha),.

#### Gestion et qualité des eaux
Le territoire communal est couvert par le schéma d'aménagement et de gestion des eaux (SAGE) « Aisne Vesle Suippe ». Ce document de planification, dont le territoire s’étend sur 3 096 km2 répartis sur trois départements (Aisne, Marne et Ardennes) et deux régions (Champagne-Ardenne et Picardie), a été approuvé le 16 décembre 2013. La structure porteuse de l'élaboration et de la mise en œuvre est le syndicat d’aménagement des bassins Aisne Vesle Suippe (SIABAVES).
La qualité des cours d’eau peut être consultée sur un site dédié géré par les agences de l’eau et l’Agence française pour la biodiversité.

### Climat
Pour des articles plus généraux, voir Climat du Grand Est et Climat des Ardennes.
En 2010, le climat de la commune est de type climat océanique dégradé des plaines du Centre et du Nord, selon une étude du Centre national de la recherche scientifique s'appuyant sur une série de données couvrant la période 1971-2000. En 2020, Météo-France publie une typologie des climats de la France métropolitaine dans laquelle la commune est exposée à un climat océanique altéré et est dans la région climatique  Nord-est du bassin Parisien, caractérisée par un ensoleillement médiocre, une pluviométrie moyenne régulièrement répartie au cours de l’année et un hiver froid (3 °C).
Pour la période 1971-2000, la température annuelle moyenne est de 10,3 °C, avec une amplitude thermique annuelle de 15,4 °C. Le cumul annuel moyen de précipitations est de 688 mm, avec 12 jours de précipitations en janvier et 8,7 jours en juillet. Pour la période 1991-2020, la température moyenne annuelle observée sur la station météorologique de Météo-France la plus proche, « Banogne-Recouvrance », sur la commune de Banogne-Recouvrance à 13 km à vol d'oiseau, est de 11,1 °C et le cumul annuel moyen de précipitations est de 773,4 mm. 
La température maximale relevée sur cette station est de 40,8 °C, atteinte le 25 juillet 2019 ; la température minimale est de −14 °C, atteinte le 10 janvier 2003,,.
Les paramètres climatiques de la commune ont été estimés pour le milieu du siècle (2041-2070) selon différents scénarios d'émission de gaz à effet de serre à partir des nouvelles projections climatiques de référence DRIAS-2020. Ils sont consultables sur un site dédié publié par Météo-France en novembre 2022.

## Urbanisme

### Typologie
Au 1er janvier 2024, Vieux-lès-Asfeld est catégorisée commune rurale à habitat dispersé, selon la nouvelle grille communale de densité à 7 niveaux définie par l'Insee en 2022.
Elle est située hors unité urbaine. Par ailleurs la commune fait partie de l'aire d'attraction de Reims, dont elle est une commune de la couronne,. Cette aire, qui regroupe 294 communes, est catégorisée dans les aires de 200 000 à moins de 700 000 habitants,.

### Occupation des sols
L'occupation des sols de la commune, telle qu'elle ressort de la base de données européenne d’occupation biophysique des sols Corine Land Cover (CLC), est marquée par l'importance des territoires agricoles (95,8 % en 2018), en augmentation par rapport à 1990 (91,8 %). La répartition détaillée en 2018 est la suivante : 
terres arables (79,6 %), prairies (8,3 %), zones agricoles hétérogènes (7,8 %), zones urbanisées (4 %), forêts (0,3 %). L'évolution de l’occupation des sols de la commune et de ses infrastructures peut être observée sur les différentes représentations cartographiques du territoire : la carte de Cassini (XVIIIe siècle), la carte d'état-major (1820-1866) et les cartes ou photos aériennes de l'IGN pour la période actuelle (1950 à aujourd'hui).

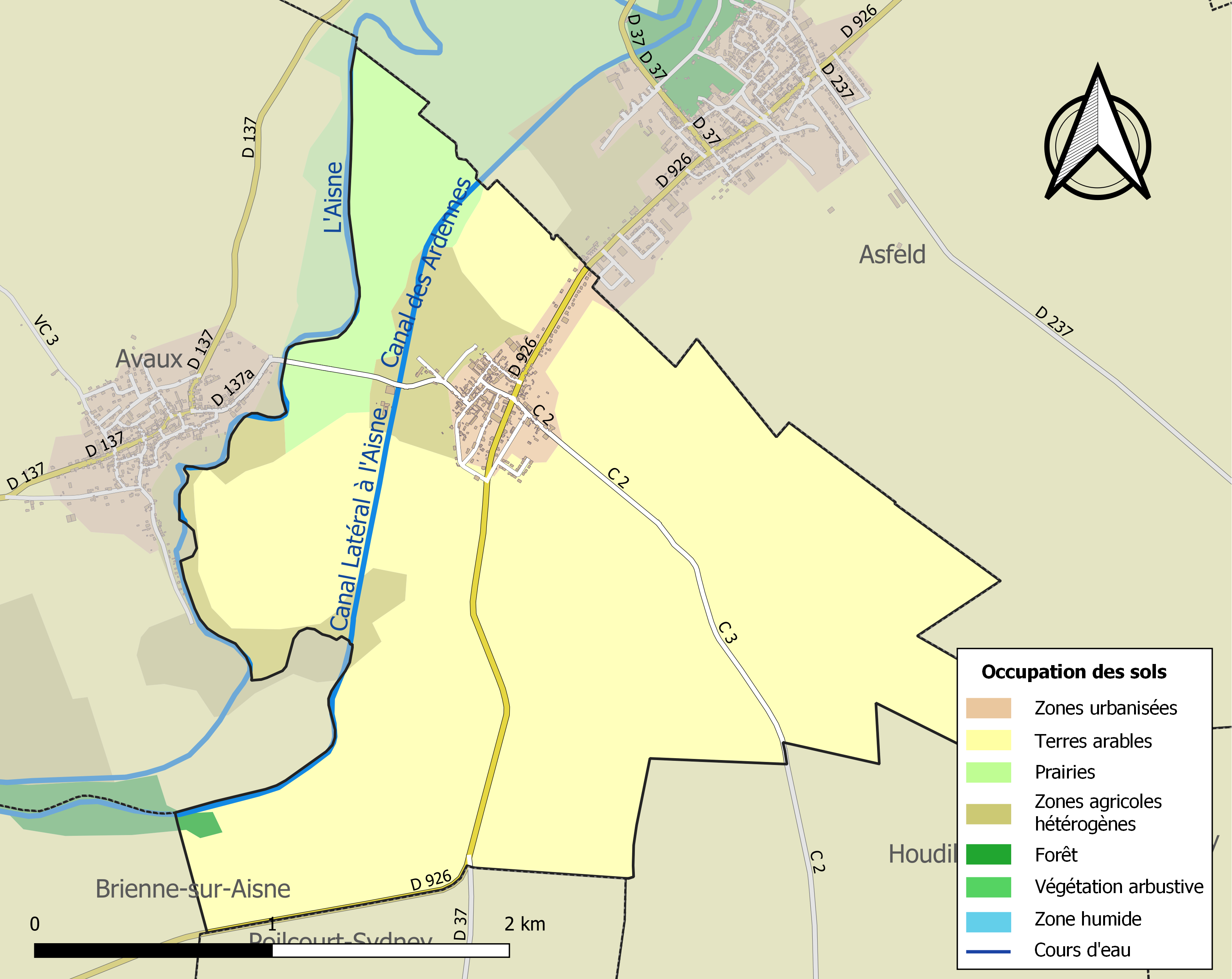
Carte des infrastructures et de l'occupation des sols de la commune en 2018 (CLC).

## Toponymie
Vieux-lès-Asfeld prend, dans les chartes du moyen-âge, le nom latin de Vicus Prope Ercreüm, ce qui permet de supposer que Vieux dérive de Vicus.
La préposition « lès » permet de signifier la proximité d'un lieu géographique par rapport à un autre lieu. En règle générale, il s'agit d'une localité qui tient à se situer par rapport à une ville voisine plus grande. La commune de Vieux indique qu'elle se situe près de Asfeld.

## Histoire
Au cours de la Révolution française, la commune porta provisoirement le nom de Vieux-lès-Ecry.
Le 31 août 1914, arrivée du 19e bataillon de chasseurs à pied qui vient cantonner la nuit et repart le lendemain pour Pomacle, près de  Bétheny. Grandement détruite lors de la Grande Guerre, l'église fut reconstruite en partie en béton, lors des travaux préparatoires de nombreuses tombes furent découvertes dans la nef et une série de celles-ci étaient en pierre rouge et se trouvaient à droite, en entrant par le portail à trois mètres de profondeur.
La ville est décorée de la Croix de guerre 1914-1918.

## Politique et administration
| Période                                  | Période    | Identité         | Étiquette | Qualité                                   |
| ---------------------------------------- | ---------- | ---------------- | --------- | ----------------------------------------- |
| avant 1876                               | après 1877 | M. Barbreux      |           |                                           |
| avant 1981                               | ?          | André Le Dref    | DVG       |                                           |
| mars 2001                                | mai 2020   | Brigitte Tellier |           | Retraitée de la fonction publique         |
| mai 2020                                 | en cours   | Emmanuel Brochet |           | Ingénieur ou Cadre technique d'entreprise |
| Les données manquantes sont à compléter. |            |                  |           |                                           |

## Démographie
L'évolution du nombre d'habitants est connue à travers les recensements de la population effectués dans la commune depuis 1793. Pour les communes de moins de 10 000 habitants, une enquête de recensement portant sur toute la population est réalisée tous les cinq ans, les populations de référence des années intermédiaires étant quant à elles estimées par interpolation ou extrapolation. Pour la commune, le premier recensement exhaustif entrant dans le cadre du nouveau dispositif a été réalisé en 2008.

En 2022, la commune comptait 298 habitants, en évolution de −7,45 % par rapport à 2016 (Ardennes : −2,97 %, France hors Mayotte : +2,11 %).
| 1793 | 1800 | 1806 | 1821 | 1831 | 1836 | 1841 | 1846 | 1851 |
| ---- | ---- | ---- | ---- | ---- | ---- | ---- | ---- | ---- |
| 272  | 303  | 332  | 393  | 391  | 409  | 390  | 383  | 387  |

| 1866 | 1872 | 1876 | 1881 | 1886 | 1891 | 1896 | 1901 | 1906 |
| ---- | ---- | ---- | ---- | ---- | ---- | ---- | ---- | ---- |
| 324  | 310  | 318  | 295  | 288  | 276  | 267  | 259  | 270  |

| 1911 | 1921 | 1926 | 1931 | 1936 | 1946 | 1954 | 1962 | 1968 |
| ---- | ---- | ---- | ---- | ---- | ---- | ---- | ---- | ---- |
| 263  | 238  | 289  | 285  | 280  | 230  | 282  | 268  | 264  |

| 1975 | 1982 | 1990 | 1999 | 2006 | 2008 | 2013 | 2018 | 2022 |
| ---- | ---- | ---- | ---- | ---- | ---- | ---- | ---- | ---- |
| 254  | 241  | 272  | 266  | 261  | 259  | 320  | 305  | 298  |

## Lieux et monuments
- En l'église Notre-Dame de Vieux-lès-Asfeld, dalle de la chapelle de gauche : le gisant de Jacques de Han, seigneur de Bercy[28] décédé en 1585. Elle fut reconstruite par la Coopérative de reconstruction des églises sur les plans de H.L. de Krogh par l'entreprise Bomin à partir de l'hiver 1922-23.

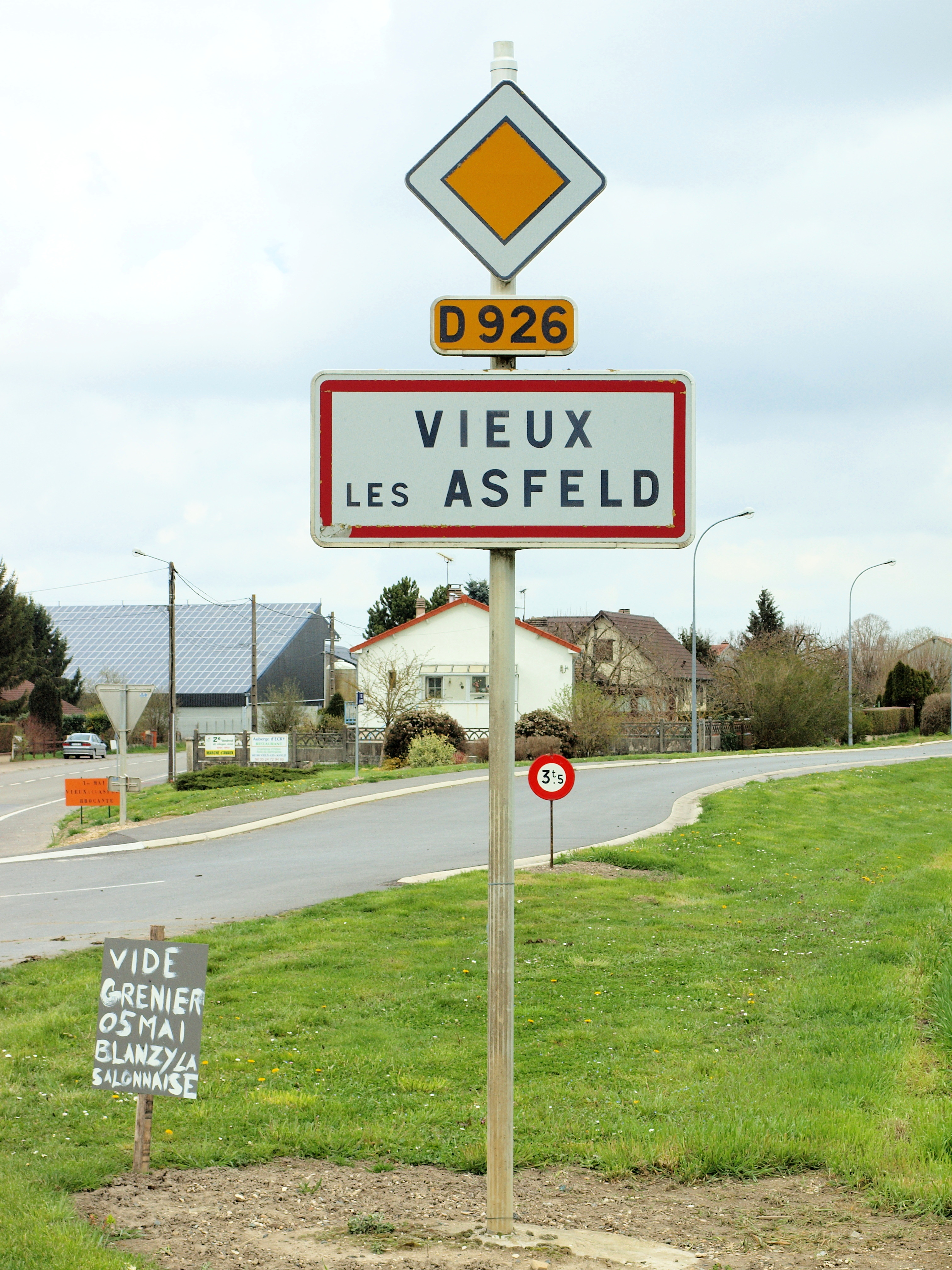
Panneau et vue du village.
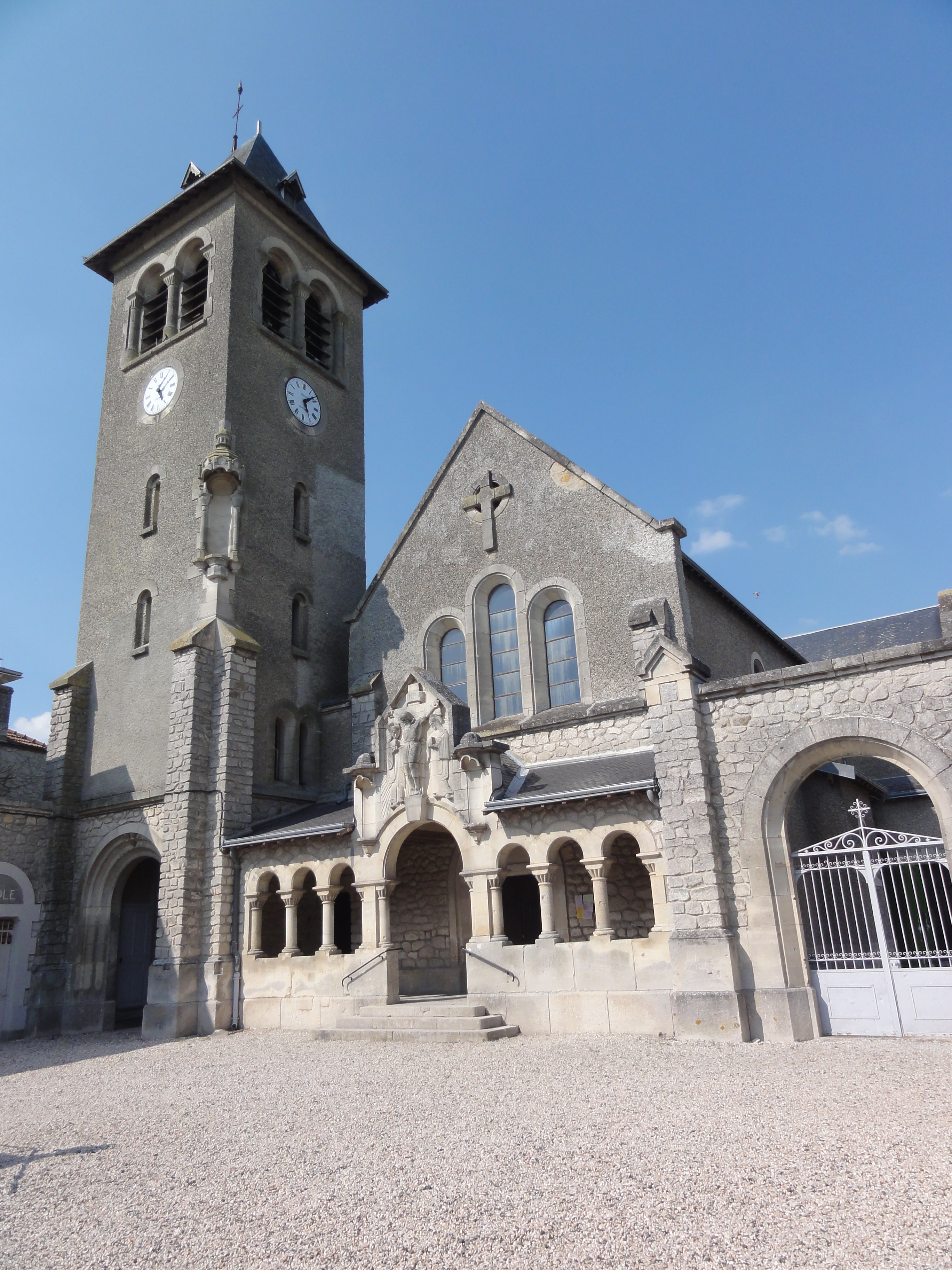
L'église.
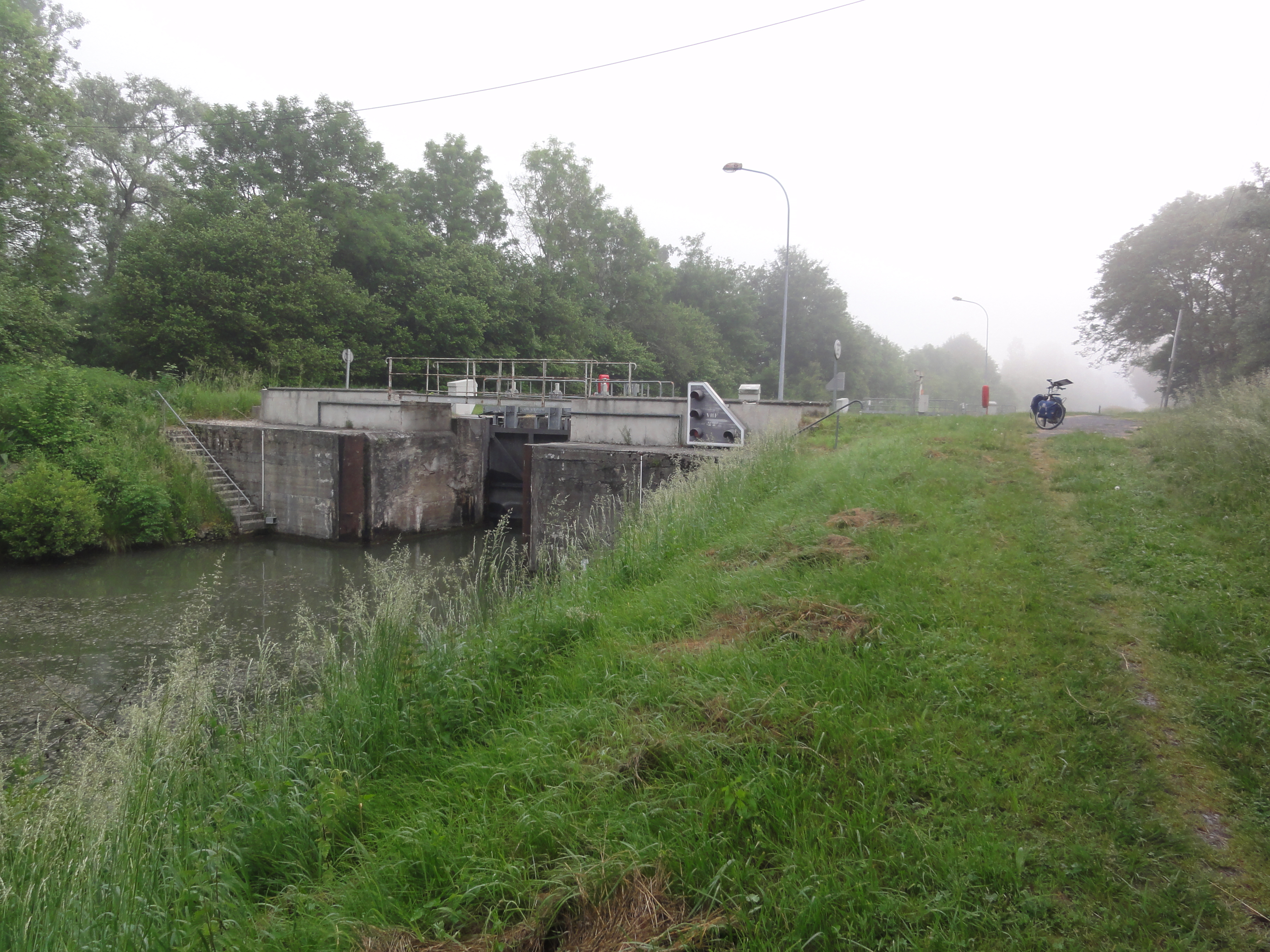
Canal des Ardennes, écluse n° 14, fin du canal des Ardennes ; la suite est le canal latéral à l'Aisne.
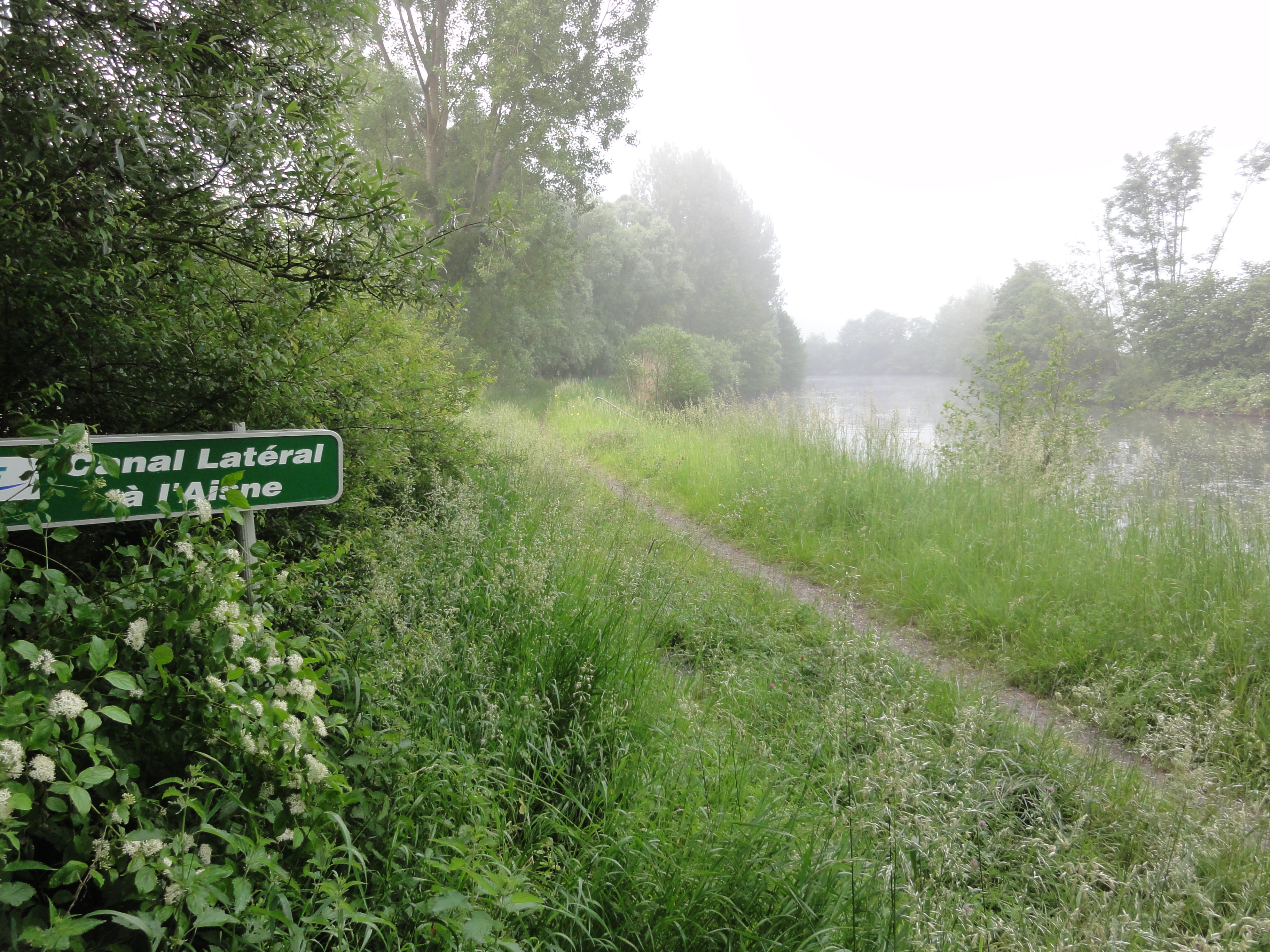
Le canal latéral à l'Aisne commence à Vieux-lès-Asfeld.
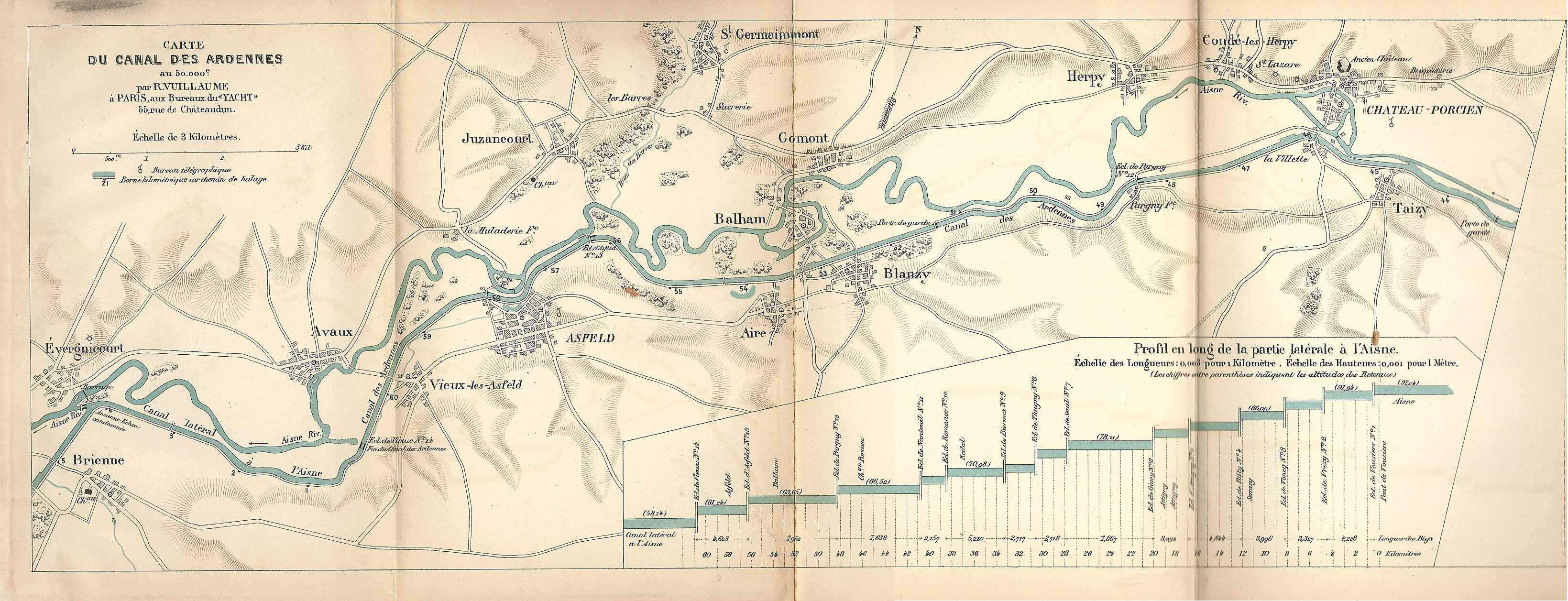
Carte montrant la jonction des deux canaux à l'écluse n° 14 de Vieux.

## Héraldique
| Blason de Vieux-lès-Asfeld | Blason  | Écartelé : au 1er d'azur à la colombe contournée d'argent et tenant dans son bec un rameau d'olivier fruité de trois pièces au naturel, au 2e fascé de vair et de gueules, au 3e de gueules au trident versé d'or accosté de deux râteaux démanchés de six dents du même, au 4e d'azur à trois têtes de béliers d'argent. |
| Blason de Vieux-lès-Asfeld | Détails | Le blason reprend les armes de la cure, des anciens seigneurs du lieu : Coucy, Vieux et Guehelin. Le statut officiel du blason reste à déterminer. |